# Vindolin
Vindolin ist eine natürlich vorkommende chemische Verbindung und gehört zur Gruppe der Alkaloide, genauer der Vincaalkaloide beziehungsweise Catharanthus-Alkaloide.

## Vorkommen

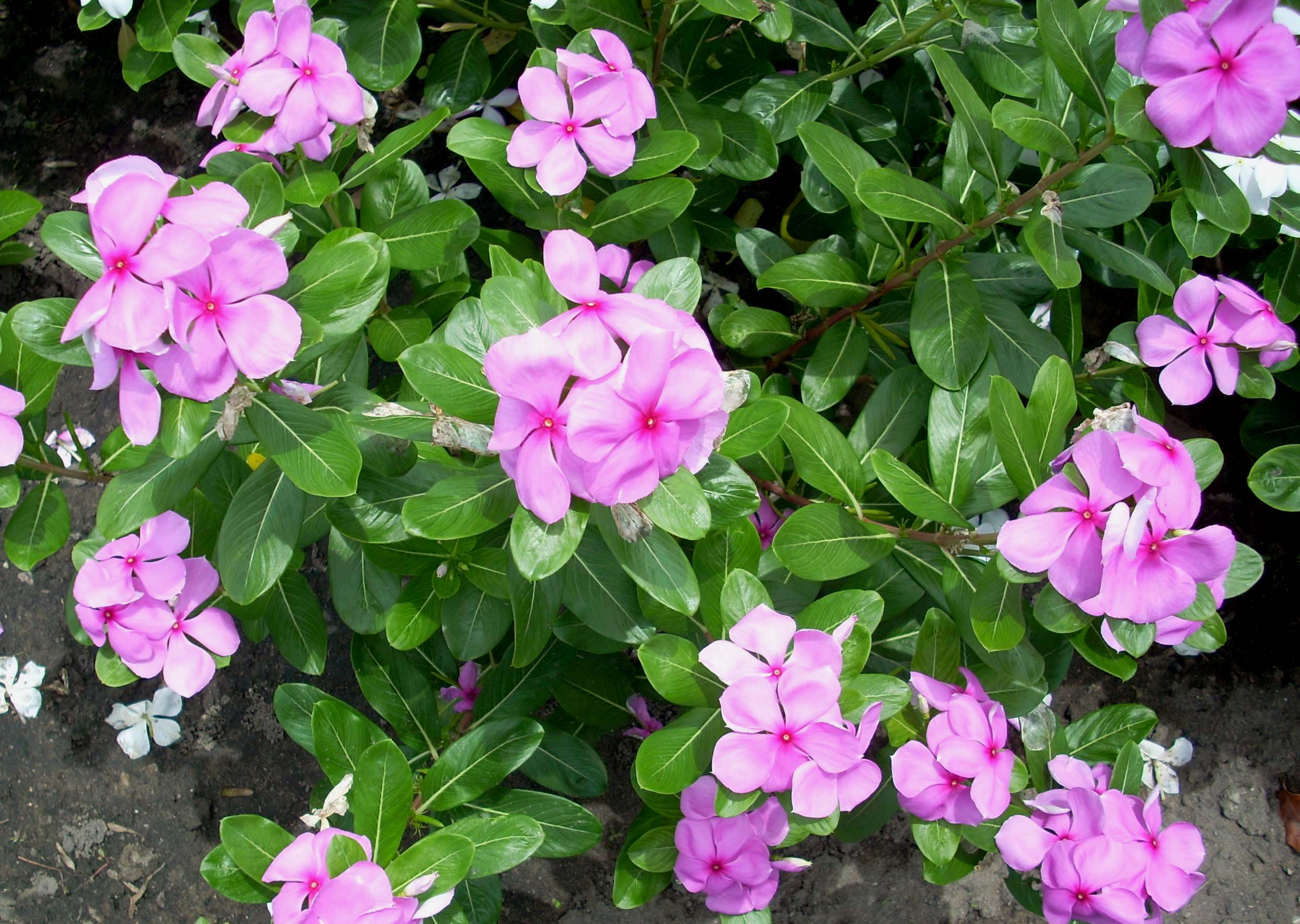
Rosafarbene Catharanthe

Vindolin ist eines der mengenmäßig wichtigeren Alkaloide in der Rosafarbenen Catharanthe, einer Pflanze aus Madagaskar, die über 100 verschiedene Alkaloide bildet. Vindolin ist außerdem ein Strukturelement des Alkaloids Vinblastin, das in der gleichen Pflanze in geringen Mengen vorkommt.

## Biosynthese
Die Biosynthese verläuft über Strictosidin, das aus Secologanin und Tryptamin gebildet wird. Strictosidin wiederum wird in Tabersonin und von dort über sieben Schritte in Vindolin umgewandelt. Strictosidin ist auch der Vorläufer von Catharanthin, das neben Vindolin die zweite Komponente in Vinblastin und Vincristin ist.

## Synthese
Mehrere Totalsynthesen des Vindolins sind bekannt.

## Reaktionen und Verwendung
Vindolin dient als Edukt für die Synthese des Krebsmedikaments Vinorelbin.